# Schildhof Pseirer

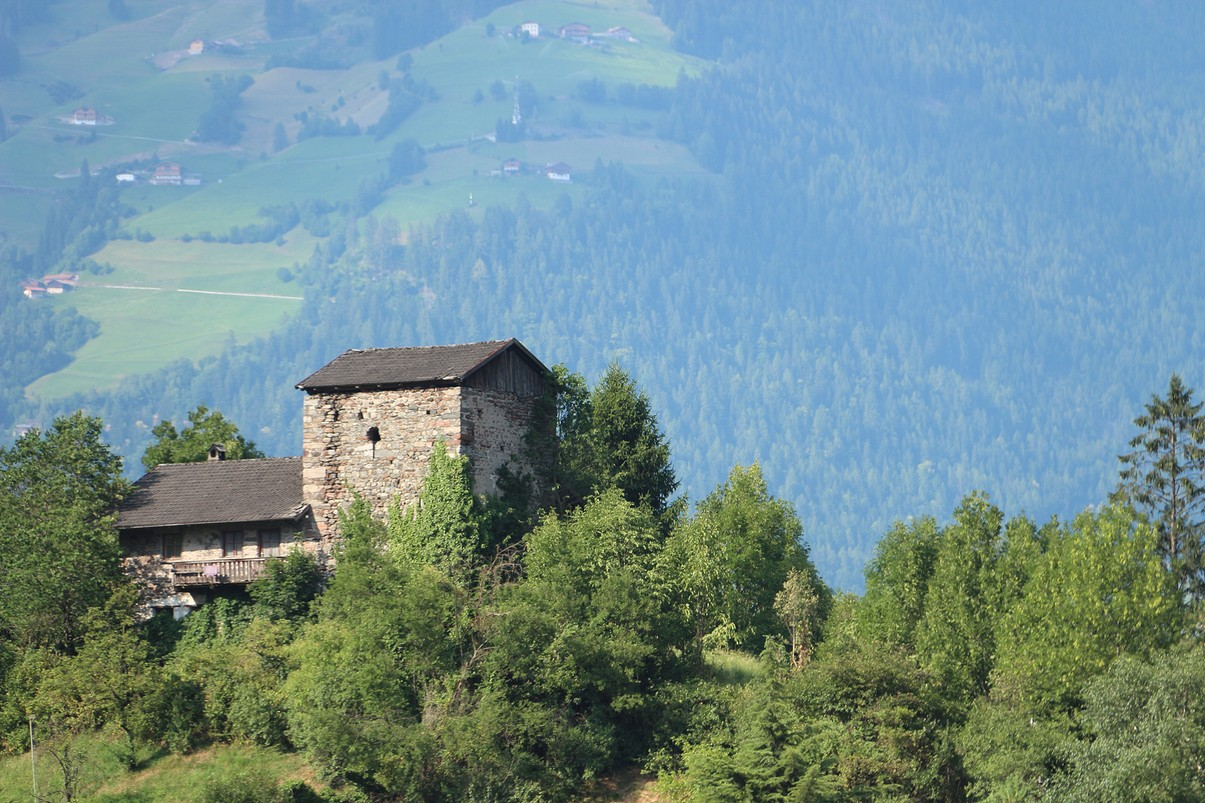
Schildhof Pseirer

Der Schildhof Pseirer (auch Unter-Pseirer) ist ein geschütztes Baudenkmal in der Gemeinde St. Martin in Passeier in Südtirol. 

## Geschichte
Der auch als Turngut bezeichnete Schildhof ging aus einem Wohnturm hervor, der 1288 erstmals erwähnt wurde. Möglicherweise war dieser der Stammsitz der Edlen von Passeier, welche später die Jaufenburg errichten ließen. Am 1. März 1317 verlieh der Tiroler Landesfürst Heinold von Passeier die Rechte eines Schildhofes. In den 1530er Jahren wohnte dort Wolfgang Stelzer. 1651 besaß das Anwesen Stefan Gufler. 1854 übernahm den Hof Josef Buchschwenter. 1982 erfolgte die Unterschutzstellung vom Landesdenkmalamt.

## Beschreibung
Der Schildhof Pseirer besteht aus einem viereckigen Turm, einem Wohnhaus sowie den Resten einer Ringmauer.